# Poruncă domnească
Poruncă domnească este o operă literară scrisă de Ion Luca Caragiale. 